# DSA-221
La DSA-221 es una carretera perteneciente a la Red Secundaria de la Diputación Provincial de Salamanca que une las localidades de Las Veguillas y Linares de Riofrío.
Además también pasa por las localidades de La Sierpe y Herguijuela del Campo.

## Origen y Destino
La carretera  DSA-221  tiene su origen en Las Veguillas en la intersección con la carretera  DSA-220 , y termina en Linares de Riofrío, en la intersección con la carretera  SA-212 , formando parte de la Red de carreteras de Salamanca.